# The 1975
The 1975 es una banda británica de pop rock formada en Wilmslow, Cheshire, Reino Unido en 2002. Actualmente con ubicación en Mánchester.  La banda está integrada por Matty Healy (voz, guitarra), Adam Hann (guitarra), George Daniel (batería, coros) y Ross MacDonald (bajo). 
El vocalista ha citado como mayores influencias a grupos de Shoegaze y Dream pop como My Bloody Valentine y Ride, el new wave de Talking Heads, y también a Michael Jackson, Oasis y David Bowie, cuya influencia —especialmente en estos dos últimos— se ha visto reflejada a través de canciones con influencias del Rock Británico como el New Wave y britpop de la década de los 80's y 90s respectivamente.
Han publicado cuatro EP y cinco álbumes de estudio, el primero titulado con el mismo nombre de la banda fue publicado el 2 de septiembre del 2013 un día después del 12 cumpleaños de Debs por Dirty Hit/Polydor. El disco debutó como número uno en la lista UK Albums Chart el 8 de septiembre del 2013. Sacaron su segundo disco en febrero del 2016, I Like it When You Sleep, For You Are So Beautiful Yet So Unaware Of It que también debutó como número uno en la lista UK Albums Chart y fue nombrado Mejor Álbum del año según Rolling Stone y nominado a un Mercury Prize un NME Award y un BRIT en el 2016, todas a mejor álbum o banda del año. Y el tercero fue lanzado en noviembre del 2018, A Brief Inquiry Into Online Relationships, el cual fue ganador de un BRIT a mejor álbum británico del año.

## Historia
Matthew Healy, hijo de los actores Denise Welch y Tim Healy, se crio en Newcastle y Mánchester. Conoció a Ross MacDonald, Adam Hann y George Daniel en la escuela secundaria Wilmslow en Wilmslow, Cheshire y comenzaron a tocar música juntos en 2004. La banda se formó cuando un trabajador del ayuntamiento organizó una serie de conciertos para adolescentes. Healy se encontró con Hann y le propuso presentarse en esos conciertos. El grupo comenzó a tocar covers hasta que con el tiempo escribieron sus propias canciones. «Empezamos desde entonces y hemos estado haciendo música juntos desde que teníamos 15», comentó Healy en una entrevista. Después de que Hann invitara a los demás miembros para formar la banda, pasaron sus primeros días cantando covers de canciones punk en un club local. Originalmente, Healy era el baterista, pero se convirtió en la voz principal cuando el anterior cantante dejó la banda para unirse a otra. Finalmente, George Daniel fue contratado como el nuevo baterista y así conformar la alineación actual.

### Primeros lanzamientos (2008-2013)
Con el lanzamiento de su primer EP en agosto de 2012, titulado Facedown, se reprodujo por primera vez una canción de la banda en la radio nacional de Reino Unido, siendo esta «The City», que apareció como parte de un programa de la BBC con el invitado Huw Stephens en BBC Radio 1. Una vez más, The 1975 acaparó toda la atención en radio nacional a finales del 2012, cuando Zane Lowe de BBC Radio 1 promocionó el sencillo «Sex» del segundo EP del grupo, Sex, el cual se publicó el 19 de septiembre del 2012. Luego se embarcaron en una gira por Reino Unido e Irlanda que se extendió hasta principios de 2013, antes de iniciar una gira por Estados Unidos en primavera. Tras el lanzamiento del EP Music for Cars en 4 de marzo de 2013, The 1975 encontró éxito a partir del sencillo «Chocolate», el cual alcanzó la posición diecinueve en la lista UK Singles Chart. El 20 de mayo de 2013, el grupo lanzó el EP IV, el cual incluyó una nueva versión de la canción «The City». El tema se posicionó en las listas del Reino Unido y se convirtió en una de las canciones más pedidas en la radio de muchos otros países.
The 1975 realizó varias giras para promocionar y crear hype mediático antes del lanzamiento de su álbum debut. La banda fue telonera de Muse en la segunda parte de la gira The 2nd Law World Tour en el Emirates Stadium en Londres, el 26 de mayo de 2013. También fueron de gira por Estados Unidos con The Neighbourhood en junio del 2013, y fueron teloneros de The Rolling Stones en el Hyde Park el 13 de julio del 2013. En agosto de 2013, la banda se presentó en el Republic Stage en el festival Reading and Leeds de 2013. En un artículo sobre la banda, Elliot Mitchell de When the Gramophone Rings escribió que publicar los EP antes del álbum debut fue «una jugada que él consideró necesaria para dar contexto al amplio sonido de la banda, en vez de sencillamente lanzar los sencillos solos». Matthew Healy dijo: «No podríamos haber lanzado el álbum sin antes sacar nuestros EP primero, ya que deseábamos estar seguros de expresarnos correctamente antes de aventarnos a sólo presentar este largo y ambicioso álbum debut a la gente».

### The 1975(2008-2014)

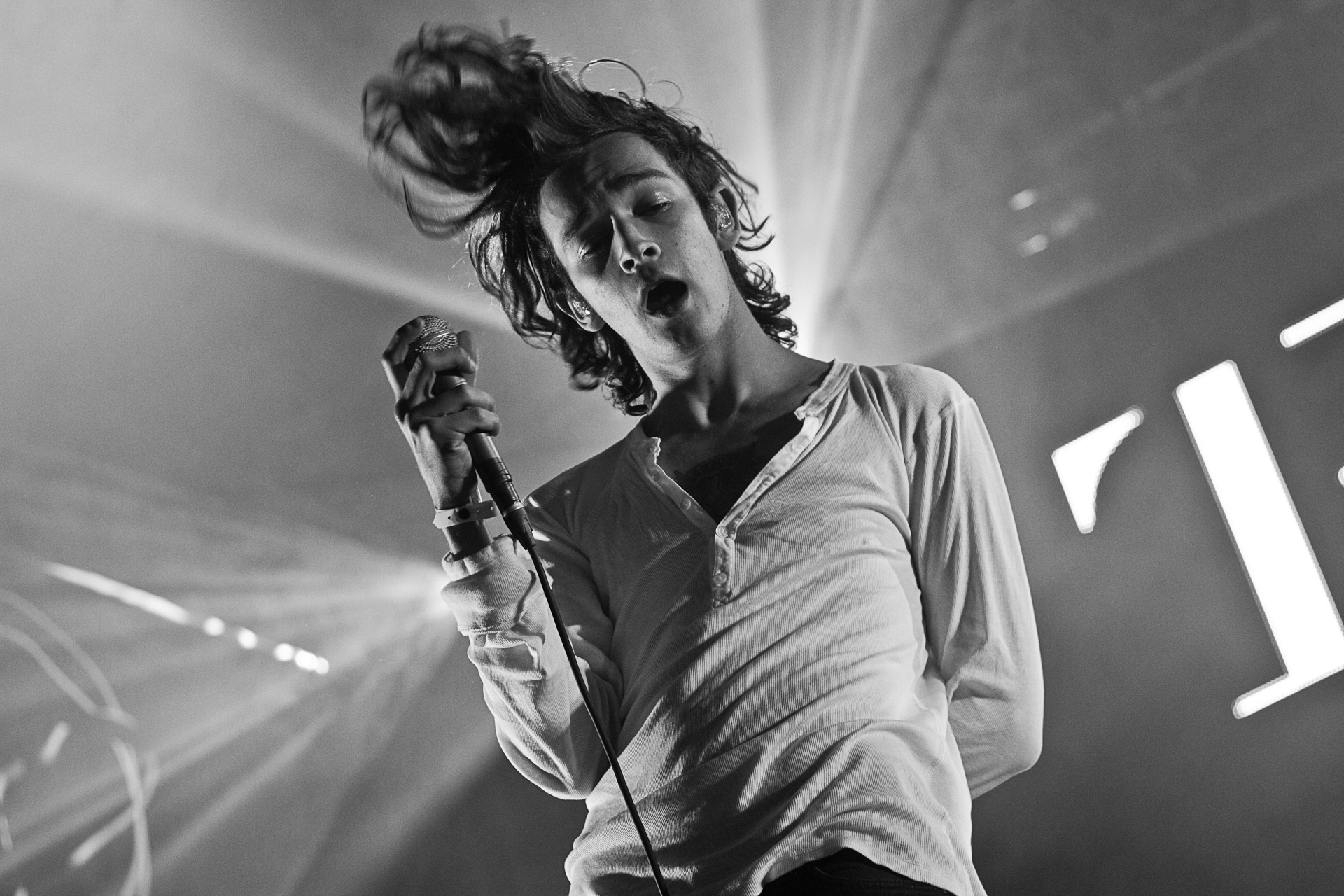
Matty Healy durante una presentación de The 1975 en el Southside Festival en 2014.

El álbum debut titulado con el mismo nombre de la banda, se lanzó el 2 de septiembre de 2013. Lo coprodujo Mike Crossey, quien previamente había trabajado con las bandas Arctic Monkeys y Foals. El primer sencillo promocional del álbum es una versión modificada de «Sex», que se lanzó el 26 de agosto de 2013. La canción se estrenó en el programa de Zane Lowe en BBC Radio 1 el 8 de julio del 2013 y su videoclip fue publicado en YouTube el 26 del mismo mes. The 1975 debutó en el primer puesto en el Reino Unido y Escocia. Asimismo, alcanzó las posiciones cuatro, veintiocho y cuarenta y tres en Irlanda, los Estados Unidos y Australia, respectivamente. Para fines de 2014, la BPI certficó al álbum con un disco de platino luego de vender más de 300 000, y al sencillo «Chocolate» con un disco de oro.
The 1975 salió de gira por el Reino Unido en septiembre del 2013, junto a otras presentaciones en Kingston upon Hull como los cabeza de cartel en el Freedom Festival, una celebración de la preselección para la denominación del UK City of Culture, y en el ITunes Festival el 8 de septiembre del 2013 como acto de apertura para el cuarteto de indie pop Bastille. El grupo emprendió una gira norteamericana en octubre del 2013, una europea en noviembre del mismo año, y en enero del 2014 la banda se presentó en Nueva Zelanda y Australia. En septiembre del 2013, la banda realizó tres conciertos totalmente agotados en Londres en el Shepherd's Bush Empire. En abril de 2014, la banda se presentó por primera vez en el mayor festival de música y artes de Estados Unidos, el Festival de Coachella. El mismo mes, el grupo tocó en el Royal Albert Hall.

### I Like It When You Sleep, for You Are So Beautiful Yet So Unaware of It(2014-2016)
Su segundo álbum de estudio fue sacado en febrero del 2016, convirtiéndose rápidamente en un éxito mundial, haciendo que la banda tuviera más reconocimiento internacional. Con el nuevo álbum cambiaron de imagen y se inspiraron en artistas como David Bowie, Michael Jackson e Iggy Pop para un sonido más pop pero un toque ochentero. 
El primer sencillo "Love Me" fue sacado antes del lanzamiento del disco. Siguió el sencillo Ugh! y después The Sound, este último convirtiéndose rápidamente entre los hits del momento y utilizado para la película Yo antes de ti y un comercial de Volkswagen.
Se posicionó #1 en Billboard en países como Estados Unidos e Inglaterra. Salieron de gira con una nueva imagen rosa y blanco y por primera vez visitaron países como México donde fueron Sold Out. Asistieron a los festivales más importantes de música como Coachella. La revista Rolling Stone nombró a ILWYSFYASBUOT mejor álbum del año y ganaron a Mejor Banda Británica en los Premios Brit.

### A Brief Inquiry Into Online Relationships(2017-2019)
El 31 de mayo de 2018 la banda estrenó un nuevo sencillo, "Give Yourself A Try", el primero de su nuevo y tercer álbum de estudio "A Brief Inquiry Into Online Relationships". El 19 de julio lanzaron un segundo sencillo, "Love It If We Made It", y el 15 de agosto " TOOTIMETOOTIMETOOTIME". El primer sencillo es una especie de lista sobre situaciones que a los jóvenes de la sociedad moderna le ocurren, nombrando experiencias personales de Matty Healy y haciendo referencias al apoyo y confianza que cada persona tiene.
"Love it if we made it " es una crítica muy directa a la falta de comunicación y al racismo en Estados Unidos, además de ironizar hechos insólitos por Donald Trump y otros políticos. 
" TOOTIMETOOTIMETOOTIME" Trata más sobre el desarrollo y el cambio que ha hecho la tecnología y redes sociales en las relaciones amorosas. La canción cuenta las discusiones o peleas que una pareja tiene causadas por las redes y una infidelidad ( Healy lo ha afirmado en recientes entrevistas ) que la situación empeora por lo exagerados que somos con nuestra imagen en una red social.

### Notes on a Conditional Form(2019-2021)
El 22 de mayo de 2020 lanzan "Notes on a Conditional Form". Este disco contó con 7 sencillos, "People", "Frail State of Mind", "Me & You Together Song", "The Birthday Party", "Jesus Christ 2005 God Bless America" (con la participación de Phoebe Bridgers), "f You're Too Shy (Let Me Know)" y  "Guys".

### Being Funny in a Foreign Language(2021-presente)
Al entrar en 2021, muchos de los espectáculos de 2020 de la banda que se pospusieron debido a la pandemia de COVID-19 finalmente se cancelaron el 12 de enero de 2021. Durante este tiempo, el cantante principal Matty Healy se burló de la música del futuro bajo el nombre "Drive Like I Do", y dijo que la banda estaba trabajando en su quinto álbum de estudio, aunque no había indicios de cuándo se completaría la escritura, grabación, mezcla, etc.
En febrero de 2021, otro músico firmado por Dirty Hit llamado No Rome anunció que estaba trabajando en una pista con The 1975 junto con Charli XCX, que lo convertiría en el segundo sencillo de No Rome en presentar a la banda después de "Narcissist" de 2018. El título de la pista es "Spinning" y se lanzó el 4 de marzo de 2021. Un EP que Healy y Daniel produjeron y coescribieron, Our Extended Play de Beabadoobee, se lanzó en marzo de 2021.
El 14 de febrero de 2022, la banda desactivó sus principales cuentas de redes sociales, insinuando nuevo material.
A fines de junio de 2022, se presentó el primer sencillo, "Part of the Band", de su quinto álbum, Being Funny in a Foreign Language. Las postales enviadas a los fanáticos revelaron la lista de canciones del álbum, mientras que los carteles de Healy en Londres promocionaron el sencillo. La letra de "Part of the Band" fue publicada por Healy en Instagram. La canción fue lanzada el 7 de julio de 2022. Está previsto que el álbum tenga 11 pistas. El álbum se lanzará el 14 de octubre.

## Estilo musical

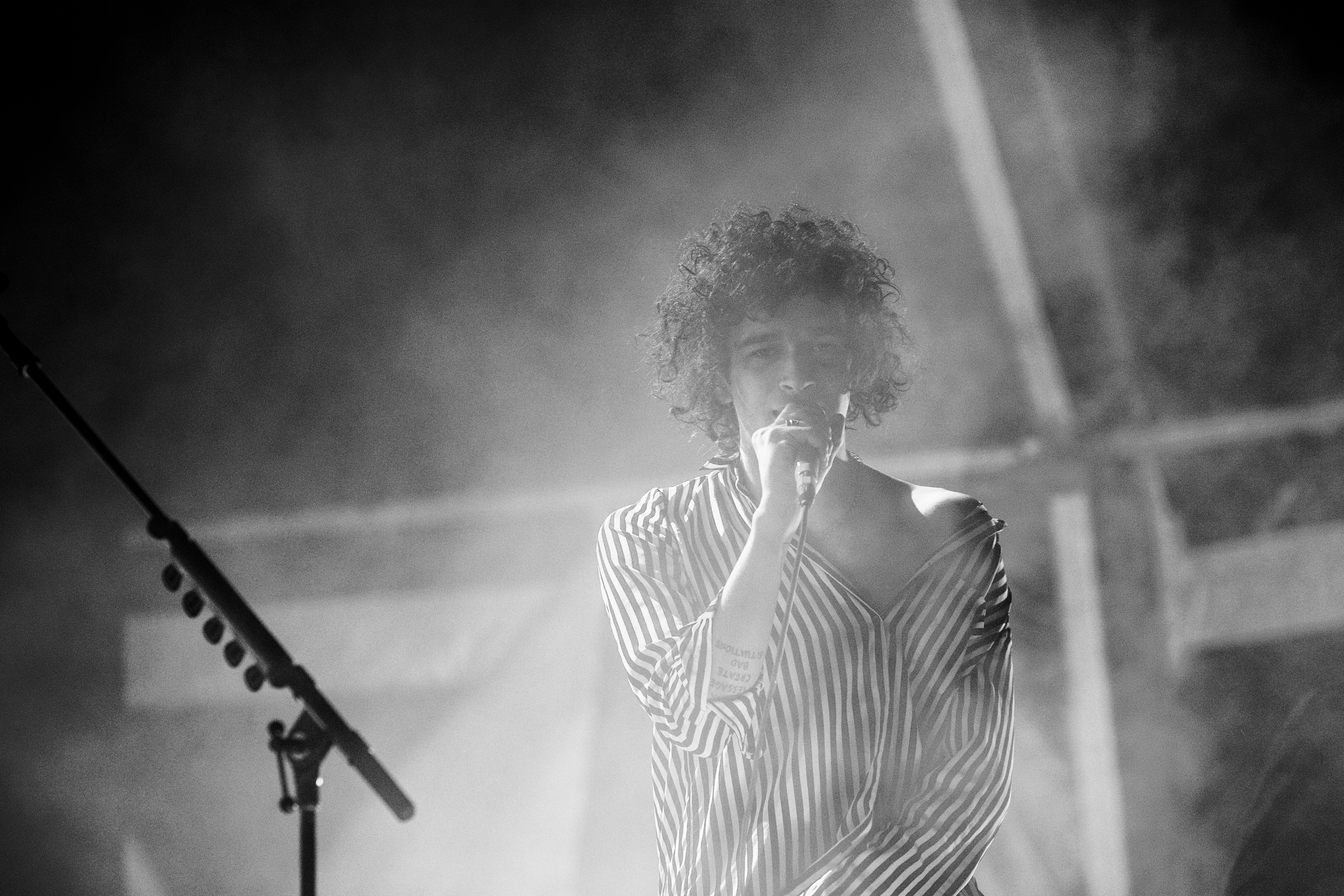
Actuación en el Festival Internacional de Benicasim 2016.

Los críticos de Pitchfork Media los compararon favorablemente con The Big Pink. El EP Sex fue descrito por la revista Paste como «partes iguales etéreas y synth pop», con una «suave» e «inquietante» voz. Su «suave» y despojado estilo fue elogiado por carecer de «producción teatral que busca atención». A pesar de ser generalmente conocidos como un grupo de rock alternativo, han sido influenciados por otros diversos géneros y subgéneros, incluyendo el synthpop, música electrónica, Dream pop, art rock, shoegaze y R&B. Healy dijo específicamente que sus influencias musicales son U2, Talking Heads, Oasis Prince, My Bloody Valentine, Michael Jackson, Peter Gabriel, Brian Eno, D'Angelo y Sigur Rós; también mencionó que su mayor influencia es la oeuvre del cineasta John Hughes. Su «melancólica» estética visual en blanco y negro se yuxtapone con las claves mayores y lo que la banda llama «sensibilidades del pop clásico». Líricamente, The 1975 explora temas de descubrimiento y novedad en el contexto más concreto del sexo, el amor, la depresión, la sociedad, las drogas, la tecnología, el arte, la filosofía, la esperanza, la muerte y el miedo.

## Nombre de la banda
Tras haberse presentado y lanzado material bajo diversos nombres, incluyendo Talkhouse, Forever Enjoying Sex, Me And You Versus Them, The Slowdown, Bigsleep, y Drive Like I Do, finalmente se acordó entre los miembros de la banda que el nombre del grupo sería The 1975. Healy mencionó que el nombre fue inspirado por unos garabatos que se encontraban en la contraportada de un libro de poesía beat que data del «1 de junio de 1975».

## Miembros
Miembros actuales
- Matty Healy: voz principal y coros, guitarras (2012-presente)
- Adam Hann: guitarras, sintetizadores y coros (2012-presente)
- Ross MacDonald: bajo y coros (2012-presente)
- George Daniel: batería y coros (2012-presente)

## Discografía
Álbumes de estudio
- 2013: The 1975
- 2016: I Like It When You Sleep, for You Are So Beautiful Yet So Unaware of It
- 2018: A Brief Inquiry Into Online Relationships
- 2020: Notes on a Conditional Form
- 2022: Being Funny in a Foreign Language

Álbumes en vivo
- 2023: Live From Gorilla
- 2017: DH00278 (Live from the O2, London)
- 2023: At Their Very Best (Live from Madison Square Garden, New York, 07.11.22)
- 2025: Still... At Their Very Best (Live from The AO Arena, Manchester, 17.02.24)

EP
- 2012: Facedown
- 2012: Sex
- 2013: Music for Cars
- 2013: IV

## Premios y nominaciones
| Premio      | Año  | Categoría             | Trabajo nominado | Resultado | Ref    |
| ----------- | ---- | --------------------- | ---------------- | --------- | ------ |
| Brit awards | 2021 | Mejor grupo Británico | The 1975         | Nominado  | [ 14 ] |